# Лајон (Мисисипи)
Лајон (енгл. Lyon) град је у америчкој савезној држави Мисисипи.

## Демографија
По попису из 2010. године број становника је 350, што је 68 (-16,3%) становника мање него 2000. године.
| Група             | 2000.       | 2010.       |
| Белци             | 311 (74,4%) | 281 (80,3%) |
| Афроамериканци    | 105 (25,1%) | 66 (18,9%)  |
| Азијати           | 2 (0,5%)    | 0 (0,0%)    |
| Хиспаноамериканци | 0 (0,0%)    | 3 (0,9%)    |
| Укупно            | 418         | 350         |